# Gian Federico Bonzagna

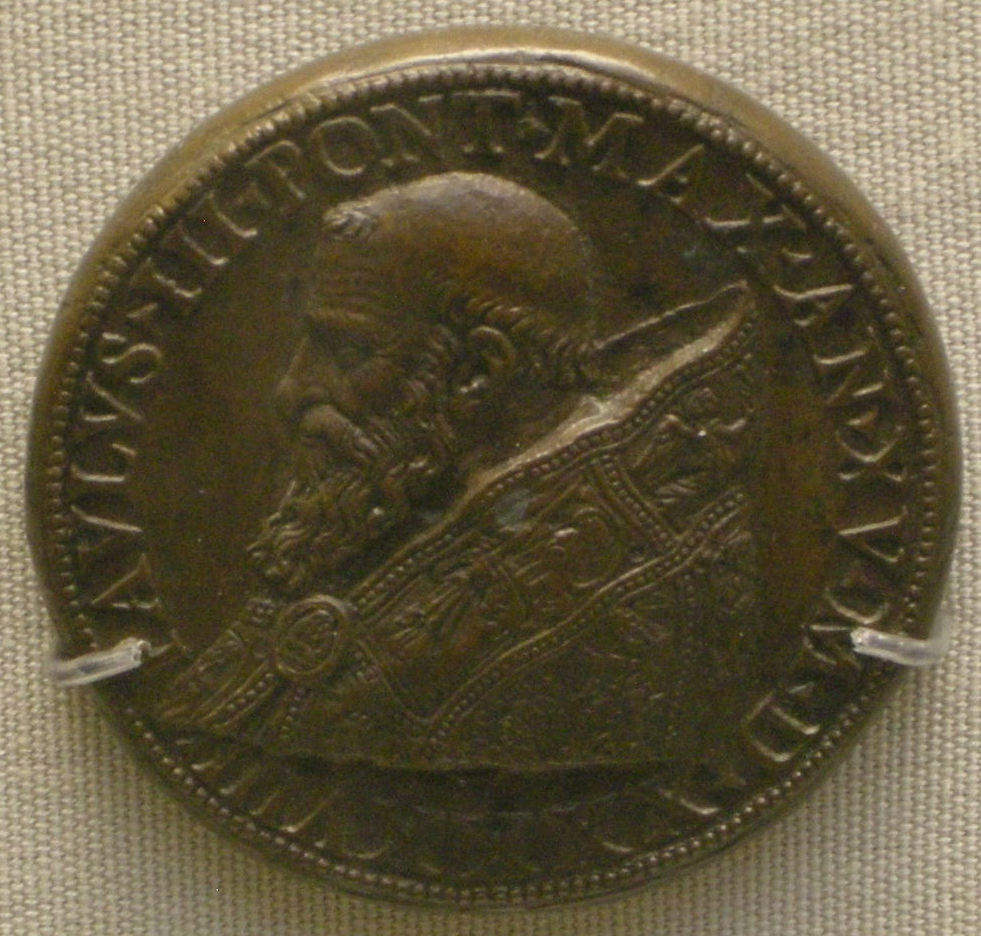

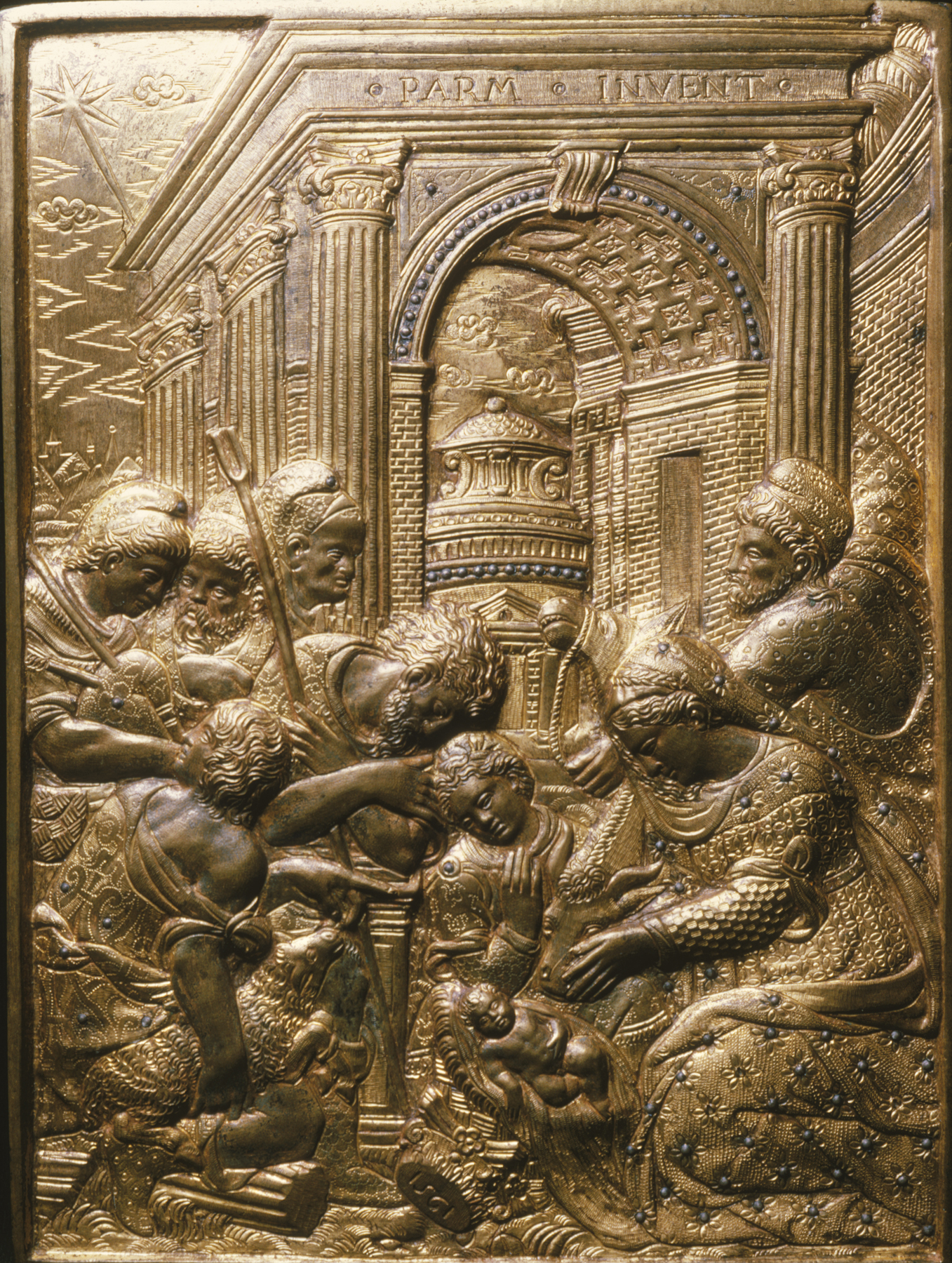

Gian Federico Bonzagna, oppure Federico Parmense (Parma, ... – Roma, 1589), è stato un medaglista, incisore e orafo italiano.

## Biografia
Gian Federico Bonzagna, noto e menzionato in alcuni documenti anche come Federico Parmense, nacque a Parma in una data non conosciuta.
Figlio d'arte, Gian Federico proseguì l'attività paterna di medaglista, orafo e incisore, del padre Gianfrancesco Bonzagna.
Dapprima fu attivo a Parma come medaglista prolifico. Lavorò alla Zecca di Parma eseguendo medaglie di Pier Luigi e Ottavio Farnese e monete d'oro di Ottavio Farnese.
Nel 1554 Gian Federico si trasferì a Roma per raggiungere il fratello Gian Giacomo, nominato maestro di zecca a vita, ed aiutarlo nei suoi importanti lavori, commissionati da Giulio III.
Inoltre realizzò numerose monete celebranti opere architettoniche.
Le sue medaglie datate vanno dal 1547 al 1575.
Sono complessivamente una settantina, incise per Paolo III, Gregorio XIII, Alessandro Farnese, Pier Luigi Farnese ed altri.
Tutte risultarono coniate e di modulo piccolo e rappresentarono gli ultimi bagliori di un mondo della medaglistica ormai sul viale della decadenza.
A Roma nel 1570 ebbe l'incarico di eseguire le bolle papali.
Intorno al 1580 convocò come suo aiutante il nipote Lorenzo Fragni.
Gian Federico Bonzagna morì a Roma nel 1589.

## Opere principali
- Medaglie di Pier Luigi Farnese e Ottavio Farnese e monete d'oro di Ottavio Farnese;
- Monete celebranti opere architettoniche;
- Medaglie incise per Paolo III, Gregorio XIII, Alessandro Farnese, Pier Luigi Farnese ed altri.